# Börje Furtenbach
Börje Gustaf Ludvig Furtenbach, född 28 april 1901 i Stockholm, död 17 juni 1976 i Hägersten, var en svensk militär och genealog.
Furtenbach avlade studentexamen i Luleå 1921, blev fänrik vid Norrbottens regemente 1924, löjtnant 1927, genomgick Krigshögskolan 1933–1935, blev kapten vid Generalstaben 1937, adjutant hos chefen för försvarsstaben 1938, kapten vid Värmlands regemente 1941, major 1942, stabschef vid V. militärbefälhavarstaben 1944, överstelöjtnant vid generalstabskåren 1946 och militärassistent vid civilförsvarsstyrelsen 1949. Han var därefter chef för försvarsstabens krigshistoriska avdelning 1950–1966. År 1961 blev han överste vid Generalstabens reserv.
Under vinterkriget utarbetade han tillsammans kapten Malcolm Murray formulär till anmälnings- och avskedsblanketter för svenska frivilligsökande i militärtjänst.
Han var aktiv som historiker och genealog och var från 1957 ordförande i Genealogiska Föreningen. Han utgav bland annat Furtenbachska släktboken (1958) och en monografi om sin farmors släkt, Släkten Göhle (1961). Han var 1961 en av initiativtagarna till en fortsatt utgivning av uppslagsverket Svenska släktkalendern och tillhörde därefter dess redaktionskommitté fram till sin död. Han utgav också en historik om Eda skansar, Värmlands gränsförsvar genom tiderna (1956) samt handboken Släktforskning för alla (1971). En bibliografi över hans tryckta skrifter publicerades i tidskriften Aktuellt och historiskt 1967.
Furtenbach blev ledamot i Kungliga Krigsvetenskapsakademien 1952. Han var sekreterare i föreningen "Försvarspolitiskt forum" från 1956. Han tillhörde grundarna av Svenska nationalkommittén för genealogi och heraldik 1971.
Furtenbach var son till tullförvaltaren Gustaf Furtenbach (1859–1932) och Selma Furtenbach (1863–1935), född Ljungqvist. Den 24 december 1927 gifte han sig med Anna Rosén (1904-1996). De fick barnen Carl-Fredrik Oskar (född 1928) och Erik Börje Gustaf (född 1929). Börje Furtenbach är farfar till journalisten och politiske kommentatorn Fredrik Furtenbach. 
Börje Furtenbach är begravd på Brännkyrka kyrkogård.

## Utmärkelser
Börje Furtenbach var riddare av Svärdsorden, riddare av Vasaorden, riddare av första klassen av Norska S:t Olafs-orden samt Finska frihetskorset av fjärde klassen med svärd.